# Hôtel des Bouliers
L'Hôtel des Bouliers, est un hôtel particulier, à Vaugines, dans le département de Vaucluse. 

## Histoire
La construction de ce bâtiment serait de la volonté de Georges de Bouliers, prieur et seigneur de Vaugines, de 1508 à 1548.
La façade, les toitures sont classés au titre des monuments historiques depuis 11 octobre 1984, ainsi qu'une cheminée monumentale du premier étage.